# 阮勉
阮文勉（Nguyễn Văn Mến，Men Nguyen音譯，1954年12月30日—）是美國越南裔撲克牌手。
阮於越南潘切出生，13歲時為了供養家庭而輟學，駕駛巴士。至1978年，他因不滿越南共產黨三年間的管治，而成為了反共人士，夥拍87人乘船逃離越南，前往馬來西亞，及後以難民身份抵達美國，並於加州洛杉磯定居。至1986年成為美國公民。
1984年，阮首度踏足拉斯維加斯賭場，在幾年間掌握了撲克牌的要訣，於1987年首度在比賽中勝出。他把比賽中贏得的獎金用作開設乾洗店及傢具店，由於收入不及撲克牌的獎金多，因此他於1990年把業務轉售。在該段期間，他曾與越南同胞及親戚工作，包括職業撲克牌手范大衛（David "The Dragon" Pham）、阮文明（Minh Nguyen）等。
在2000年至2004年間，他完成了多場比賽，曾下重注超過120次，而在職業生涯的17年間，他在75場比賽中勝出。雖然阮未曾於世界撲克大賽中奪冠，但至2004年，他共贏得6條WSOP手鏈，以及超過410萬美元的獎金。此外，他曾開設學院，教導賭手策略。
1991年，阮的一名學生給他「大師」(The Master)這個綽號。此外，他又把贏得的獎金捐贈予越南的慈善團體，並於1996年斥資在越南興建一所幼稚園。

## 外部網站
- 個人官網
- 個人資料 (世界撲克巡迴賽) （页面存档备份，存于）
- “大師” Men Nguyen－一生卓越的撲克生活 (Pokernews.com)